# Nico Landeweerd
Nicolaas Albertus Adrianus Landeweerd dit Nico (né le 3 avril 1954 à Hilversum) est un joueur de water-polo international néerlandais. Il remporte la médaille de bronze lors des Jeux olympiques d'été de 1976 à Montréal avec l'équipe des Pays-Bas et a participé à deux autres éditions des Jeux en 1980 et en 1984.

## Palmarès

### En sélection
- Pays-Bas
  - Jeux olympiques :
    - Médaille de bronze : 1976.